# Beeria innotata
Beeria innotata är en fjärilsart som beskrevs av Walker 1855. Beeria innotata ingår i släktet Beeria och familjen tofsspinnare. Inga underarter finns listade i Catalogue of Life.